# Валентін Ербен
Валенті́н Е́рбен (нім. Valentin Erben; *14 березня 1945) — австрійський віолончеліст.
Навчався у Вальтера Райхардта у Мюнхені, Тобіаса Кюне у Відні та Андре Наварра у Парижі.
У 1970 став співзасновником Альбан Берґ Квартету у складі якого здобув світове визнання. Викладач класу віолончелі Віденського університету музики й виконавського мистецтва. Автор аранжувань і перекладень для віолончелі та ансамблю віолончелей.